# Kościół bł. Karoliny Kózkówny w Ełku
Kościół błogosławionej Karoliny Kózkówny w Ełku – rzymskokatolicki kościół parafialny należący do parafii pod tym samym wezwaniem (dekanat Ełk – Świętej Rodziny diecezji ełckiej).
Parafia została erygowana przez biskupa warmińskiego Edmunda Piszcza w dniu 1 lipca 1991 roku. Obecna świątynia została wzniesiona w latach 2006–2014.